# Jurgis Baltrušaitis (figlio)
Jurgis Baltrušaitis (Jurbarkas, 7 maggio 1903 – Parigi, 25 gennaio 1988) è stato uno storico dell'arte, critico d'arte e diplomatico lituano di lingua francese, figlio del poeta simbolista e diplomatico Jurgis Baltrušaitis.

## Biografia
Durante l'infanzia fu immerso nell'intensa attività culturale dei suoi genitori. Uno dei suoi primi insegnanti fu il poeta e scrittore russo Boris Pasternak.
Nel 1924 si recò a Parigi ove iniziò gli studi di teatro alla Sorbona sotto la guida del professor Henri Focillon il quale lo influenzerà nella scelta di convogliare i propri studi nella disciplina storico artistica. Per i suoi studi si recò in più luoghi del globo tra cui l'Armenia, la Georgia, la Spagna, l'Italia e la Germania. Ricevette poi un dottorato alla Sorbona nel 1931 e nello stesso anno divenne addetto culturale della legazione della Lituania a Parigi.
Fra il 1933 ed il 1939 Baltrušaitis insegnò storia dell'arte all'Università di Kaunas, pur essendo nello stesso tempo lettore alla Sorbona ed al Warburg Institute di Londra.
Dopo la seconda guerra mondiale divenne lettore alla New York University, Yale University, Harvard University ed al Metropolitan Museum of Art.
I suoi sforzi diplomatici consistettero nello scrivere, sulla stampa francese, su questioni lituane e rappresentare la Lituania in organizzazioni internazionali come l'Academie Internationale des Sciences et des Lettres e la Legazione lituana a Parigi.

### Arte sumera, arte romanica
In questo saggio pubblicato nel 1934 Baltrušaitis condensa le proprie ricerche sullo stile della scultura romanica, che mostrerebbe analogie con quello dell'antica arte figurativa del Vicino Oriente. Lo studioso nota che alcuni motivi - come la curva di viticcio, le gambe intrecciate, l'aquila bicefala - provenienti dall'area mesopotamica sono stati ereditati e riadattati dall'arte romanica, probabilmente anche grazie ai manufatti arabi che circolarono in Europa tramite i commerci. Tanto nelle arti decorative asiatiche quanto in quelle romaniche, i personaggi umani, ma anche animali, sono talvolta rappresentati a coppie e addossati ad un asse mediano, formando così la figura ramificata di una palmetta all'interno di una cornice geometrica. Baltrušaitis teorizza quindi l'esistenza di un ordine rigoroso nella fantasia apparentemente "primitiva" dell'arte romanica.

## Opere
- Il Medioevo fantastico: antichità ed esotismi nell'arte gotica, Milano, Adelphi (1973). ISBN 88-459-0963-8
- Anamorfosi o Thaumaturgus opticus, Adelphi (1978).
- La ricerca di Iside. Saggio sulla leggenda di un mito, Adelphi (1985).
- Aberrazioni. Saggio sulla leggenda delle forme, Adelphi (1996).
- Risvegli e prodigi. La metamorfosi del gotico, Adelphi (1999).
- Formazioni, deformazioni. La stilistica ornamentale nella scultura romanica, Adelphi (2005).
- Arte sumera, arte romanica-Ritratto di Jurgis Baltrušaitis, Adelphi (2006). ISBN 978-88-459-0561-2
- Lo specchio: rivelazioni, inganni e science-fiction. Milano, Adelphi (2007), ed. orig. Le miroir: révélations, science-fiction et fallacies (1981). ISBN 88-459-2231-6
- Arcimboldi e l'arte delle meraviglie, con saggi di Baltrušaitis Jurgis, Calvesi Maurizio e Coen Ester, Giunti Editore (2008).
- The Correspondence of Dante Gabriel Rossetti: The Formative Years, 1835-1862: Charlotte Street to Cheyne Wthe, Boydell & Brewer Inc (2008). ISBN 978-0-85991-528-1